# Portacomaro
Portacomaro, (Portacomé en piemontès) és un municipi situat al territori de la província d'Asti, a la regió del Piemont (Itàlia).
Limita amb els municipis d'Asti, Calliano, Castagnole Monferrato i Scurzolengo.
Pertany al municipi la frazione de Migliandolo.

## Galeria fotogràfica

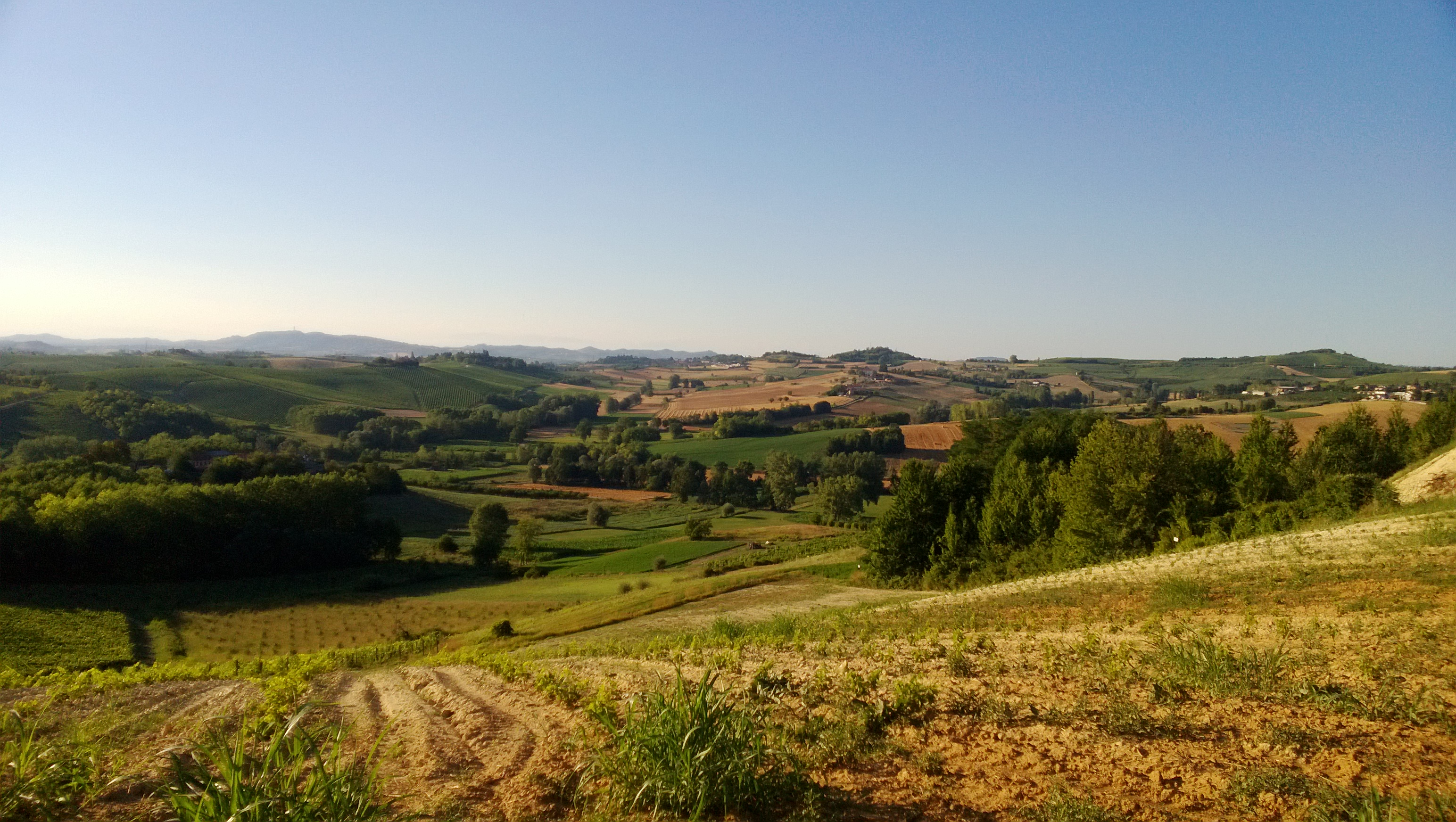
Vista del poble